# Capnella spicata
Capnella spicata är en korallart som först beskrevs av May.  Capnella spicata ingår i släktet Capnella och familjen Nephtheidae. Inga underarter finns listade i Catalogue of Life.